# Mistrzostwa Świata w Kolarstwie Przełajowym 1992
43. Mistrzostwa Świata w Kolarstwie Przełajowym odbyły się w dniach 1–2 lutego 1992 roku w brytyjskim mieście Leeds. Rozegrano wyścigi mężczyzn w kategoriach zawodowców, amatorów i juniorów.

## Medaliści
| Konkurencja:              | Złoto:          | Czas      | Srebro:          | Czas     | Brąz:               | Czas     |
| Klasyfikacja mężczyzn     |                 |           |                  |          |                     |          |
| Zawodowcy (2 lutego 1992) | Mike Kluge      | 1:04:36 h | Karel Camrda     | + 0:18 m | Adrie van der Poel  | + 0:53 m |
| Amatorzy (1 lutego 1992)  | Daniele Pontoni | 50:56 m   | Dieter Runkel    | + 0:46 m | Thomas Frischknecht | + 1:05 m |
| Juniorzy (1 lutego 1992)  | Roger Hammond   | 38:10 m   | Vojtěch Bachleda | + 0:20 m | Jan Faltýnek        | + 0:49 m |

## Szczegóły

### Zawodowcy
| Medal | Zawodnik           | Narodowość      | Czas      |
| ----- | ------------------ | --------------- | --------- |
|       | Mike Kluge         | Niemcy          | 1:04:36 h |
|       | Karel Camrda       | Czechosłowacja  | + 0:18    |
|       | Adrie van der Poel | Holandia        | + 0:53    |
| 4     | Beat Wabel         | Szwajcaria      | + 0:55    |
| 5     | Radomír Šimůnek    | Czechosłowacja  | + 1:20    |
| 6     | Beat Breu          | Szwajcaria      | + 1:23    |
| 7     | Karl Kälin         | Szwajcaria      | + 1:32    |
| 8     | Miloslav Kvasnička | Czechosłowacja  | + 1:33    |
| 9     | David Baker        | Wielka Brytania | + 1:40    |
| 10    | Danny De Bie       | Belgia          | + 1:44    |

### Amatorzy
| Medal | Zawodnik            | Narodowość     | Czas    |
| ----- | ------------------- | -------------- | ------- |
|       | Daniele Pontoni     | Włochy         | 50:56 m |
|       | Dieter Runkel       | Szwajcaria     | + 0:46  |
|       | Thomas Frischknecht | Szwajcaria     | + 1:05  |
| 4     | Emmanuel Magnien    | Francja        | + 1:11  |
| 5     | Andreas Hubmann     | Szwajcaria     | + 1:13  |
| 6     | Andreas Büsser      | Szwajcaria     | + 1:38  |
| 7     | Pavel Elsnic        | Czechosłowacja | + 1:38  |
| 8     | Ralf Berner         | Niemcy         | + 1:44  |
| 9     | Jörg Arenz          | Niemcy         | + 2:00  |
| 10    | Radovan Fořt        | Czechosłowacja | + 2:07  |

### Juniorzy
| Medal | Zawodnik         | Narodowość      | Czas    |
| ----- | ---------------- | --------------- | ------- |
|       | Roger Hammond    | Wielka Brytania | 38:10 m |
|       | Vojtěch Bachleda | Czechosłowacja  | + 0:20  |
|       | Jan Faltýnek     | Czechosłowacja  | + 0:49  |
| 4     | Tomasz Bukowski  | Polska          | + 0:55  |
| 5     | Malte Urban      | Niemcy          | + 1:00  |
| 6     | Pascal Perrin    | Francja         | + 1:10  |
| 7     | Rolf Verhaegen   | Belgia          | + 1:12  |
| 8     | Markus Zberg     | Szwajcaria      | + 1:22  |
| 9     | Jérôme Delbove   | Francja         | + 1:31  |
| 10    | Martin Elsnic    | Czechosłowacja  | + 1:37  |

## Tabela medalowa
| Miejsce | Państwo         |   |   |   |   |
| ------- | --------------- | - | - | - | - |
| 1.      | Niemcy          | 1 | 0 | 0 | 1 |
| 1.      | Wielka Brytania | 1 | 0 | 0 | 1 |
| 1.      | Włochy          | 1 | 0 | 0 | 1 |
| 4.      | Czechosłowacja  | 0 | 2 | 1 | 3 |
| 5.      | Szwajcaria      | 0 | 1 | 1 | 2 |
| 6.      | Holandia        | 0 | 0 | 1 | 1 |